# Léo Ferré

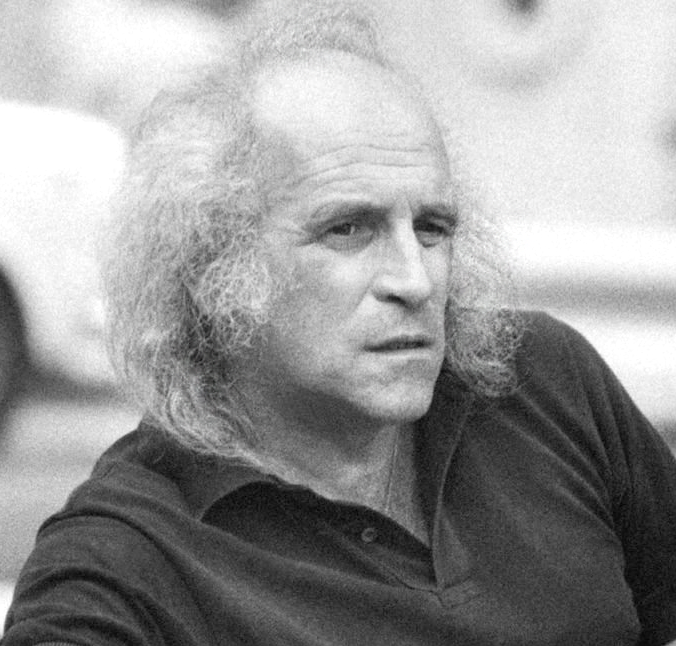
Léo Ferré, 1972

Léo Ferré (* 24. August 1916 in Monaco; † 14. Juli 1993 in Castellina in Chianti, Italien) war ein französischer Dichter, Komponist, Sänger und Anarchist. Ferré gilt als einer der bedeutendsten Chansonniers des 20. Jahrhunderts.

## Leben
Léo Ferres Vater arbeitete als Personalchef bei der fürstlichen Kurverwaltung von Monaco, seine Mutter war italienischer Herkunft. Da beide Eltern sehr religiös waren, verbrachte er seine frühe Kindheit im klösterlichen Internat von Bordighera, Italien. Dies kam für den damals schon recht freidenkenden Jungen einer Katastrophe gleich. Entgegen den Vorstellungen seines Elternhauses, wo man ihn gerne in der Verwaltung in einer guten Stellung gesehen hätte, wurde Ferré Musiker. Mit seiner ersten Frau wohnte er in einem kleinen Dorf nahe Monaco und bewirtschaftete ein kleines Anwesen. Autodidaktisch bildete er sich musikalisch weiter und erhielt Theoriestunden in Komposition von Leonid Sabaniev, einem verarmten russischen Emigranten, der in seiner Jugend bei Alexander Skrjabin studiert hatte. Die Bezahlung erfolgte in Form von Naturalien.
Im Frühjahr 1946 ging Ferré nach Paris. Nach diversen Auftritten in kleineren Bars konnte er erste Erfolge als Autor verzeichnen, da viele Sänger seine Chansons interpretierten. Es folgte die Trennung von seiner Ehefrau und die Hochzeit mit Madeleine, einer jungen Frau, die eine Tochter mit in die Ehe brachte. Ein zufälliges Treffen mit Fürst Rainier von Monaco in Paris sollte ein Wendepunkt in seinem Leben werden. Es folgte die Einladung nach Monte Carlo, wo er das Chanson du mal aimé von Apollinaire eindrucksvoll orchestrierte und selbst aufführte.

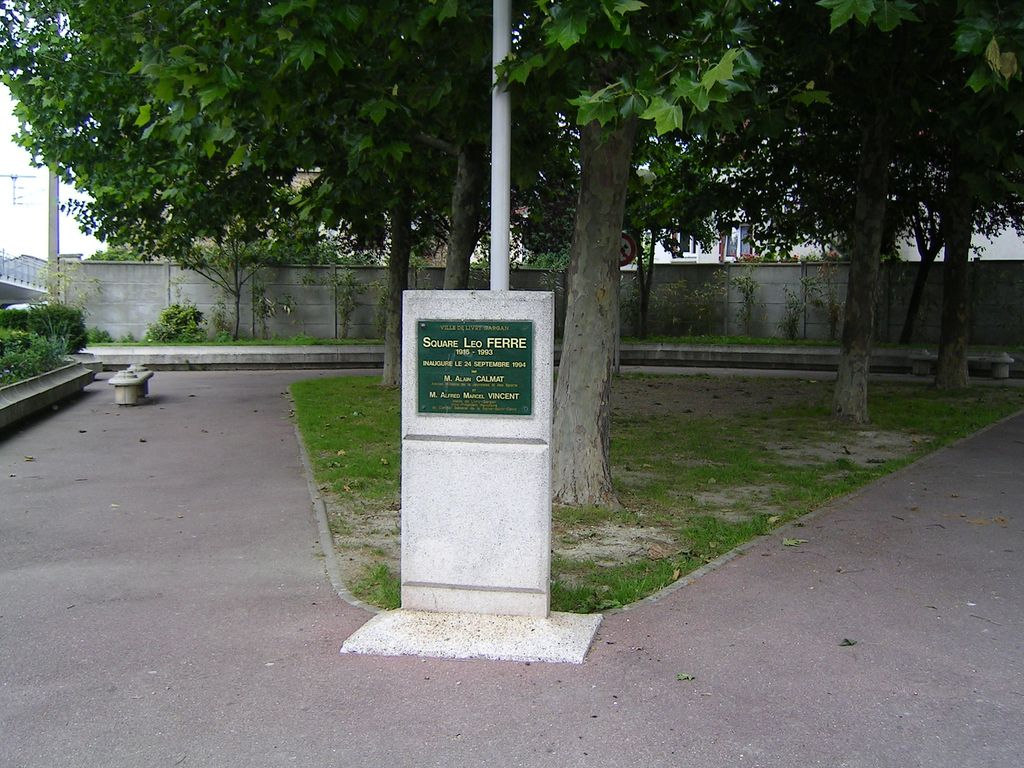
Square Léo Ferré (Livry-Gargan)

Zurück in Paris, konnte er erstmals Plattenaufnahmen machen. Der kommerzielle Erfolg blieb jedoch aus. Anfang der 1960er Jahre reüssierte er mit großen Auftritten im Olympia, dem Mekka des Chansons, zusammen mit seinem Freund und Techniker Maurice Frot und dem blinden Paul Castanier am Klavier. Fünfzehn Jahre lang waren die drei Freunde und Kollegen unzertrennlich. 1973 trennten sich ihre Wege. Erst kurz vor seinem Tod traf sich Ferré noch einmal mit Maurice Frot. „Popaul“ Castanier starb 1991 im Alter von 56 Jahren.
Ferré hat ein umfassendes Werk hinterlassen. Es umfasst Kompositionen und die Aufführungen mit dem Mailänder Symphonieorchester, seine Vertonungen von Rutebeuf, dem französischen Pendant zu Walther von der Vogelweide, und von François Villon, dem Straßendichter des ausgehenden Mittelalters.

## Diskografie
- 1953: Paris canaille
- 1954: Chansons de Léo Ferré
- 1954: Le Piano du pauvre
- 1955: Le Guinche
- 1955: Récital Léo Ferré à l’Olympia (live)
- 1957: Les Fleurs du mal
- 1957: La Chanson du mal-aimé
- 1958: Léo Ferré à Bobino (live)
- 1958: Encore du Léo Ferré
- 1960: Paname
- 1961: Les Chansons d’Aragon
- 1961: Les chansons interdites… et autres
- 1961: Récital à l’Alhambra (live)
- 1962: La Langue française
- 1964: Ferré 64
- 1964: Verlaine et Rimbaud chantés par Léo Ferré
- 1966:  Léo Ferré 1916–19…
- 1967: Cette chanson (la Marseillaise)
- 1967: Léo Ferré chante Baudelaire
- 1969: L’Été 68
- 1969: Récital à Bobino, 1969 (live)
- 1969: Les Douze Premières Chansons de Léo Ferré
- 1970: Amour Anarchie
- 1971: La Solitude
- 1972: La Chanson du Mal-Aimé, de Guillaume Apollinaire
- 1972: La Solitudine
- 1973: Il n’y a plus rien
- 1973: Seul en scène (Olympia 72, live)
- 1973: Et… basta !
- 1974: L’Espoir
- 1975: Ferré muet dirige…
- 1976: Je te donne
- 1977: La musica mi prende come l’Amore
- 1977: La Frime
- 1979: Il est six heures ici et midi à New York
- 1980: La Violence et l’Ennui
- 1982: L’Imaginaire
- 1983: L’Opéra du pauvre
- 1984: Léo Ferré au Théâtre des Champs-Élysées (live)
- 1985: Les Loubards
- 1986: On n’est pas sérieux quand on a dix-sept ans
- 1988: Léo Ferré en public au TLP Déjazet (live)
- 1990: Les Vieux Copains
- 1991: Une saison en enfer

### Offizielle Veröffentlichungen nach Ferrés Tod
- 1993: Alors, Léo... (TLP Déjazet 90, live)
- 1998: La Vie d’artiste : les années Le Chant du Monde 1947–1953
- 2000: Métamec
- 2000: Le Temps des roses rouges
- 2001: Sur la scène (Lausanne 73, live)
- 2001: Un chien à Montreux (Montreux 73, CD maxi, live)
- 2004: De sac et de cordes
- 2004: Maudits soient-ils !
- 2006: La Mauvaise Graine
- 2008: Les Fleurs du mal, suite et fin
- 2018: Je parle à n'importe qui

### Zusammenstellungen
- 1972: Avec le temps: les chansons d’amour de Léo Ferré (1962–72, eine CD)
- 1990: Léo chante Ferré (1960–74, zwei CDs)
- 1998: Thank you Ferré (1960–74, drei CDs)
- 2003: Les Années toscanes (1975–92, eine CD)
- 2010: Trois poètes – Brel Brassens Ferré (1960–74, eine von drei CDs)
- 2013: Best of Léo Ferré (zwei Boxen mit zwei bzw. fünf CDs)
- 2018: La Vie moderne : intégrale 1944-1959 (14 CDs)
- 2020: L'Âge d'or : intégrale 1960-1967 (16 CDs)